# چارلز هیث
چارلز تئودئوس هیث (زاده ۱ مارس ۱۷۸۵ - درگذشته ۱۸ نوامبر ۱۸۴۸) حکاک، چاپگر ارز و تمبر، ناشر کتاب و تصویرگر بریتانیایی بود. وی اگرچه با مشکلات مالی در دهه ۱۸۴۰ مواجه شد اما در تجارت بسیار موفق بود. او در تلاش بود تا بانک انگلستان را به حکاکی علاقه‌مند کند، چرا که پس از پایان جنگ‌های ناپلئونی به پول کاغذی کمتر نیاز بود.

## آثار برگزیده

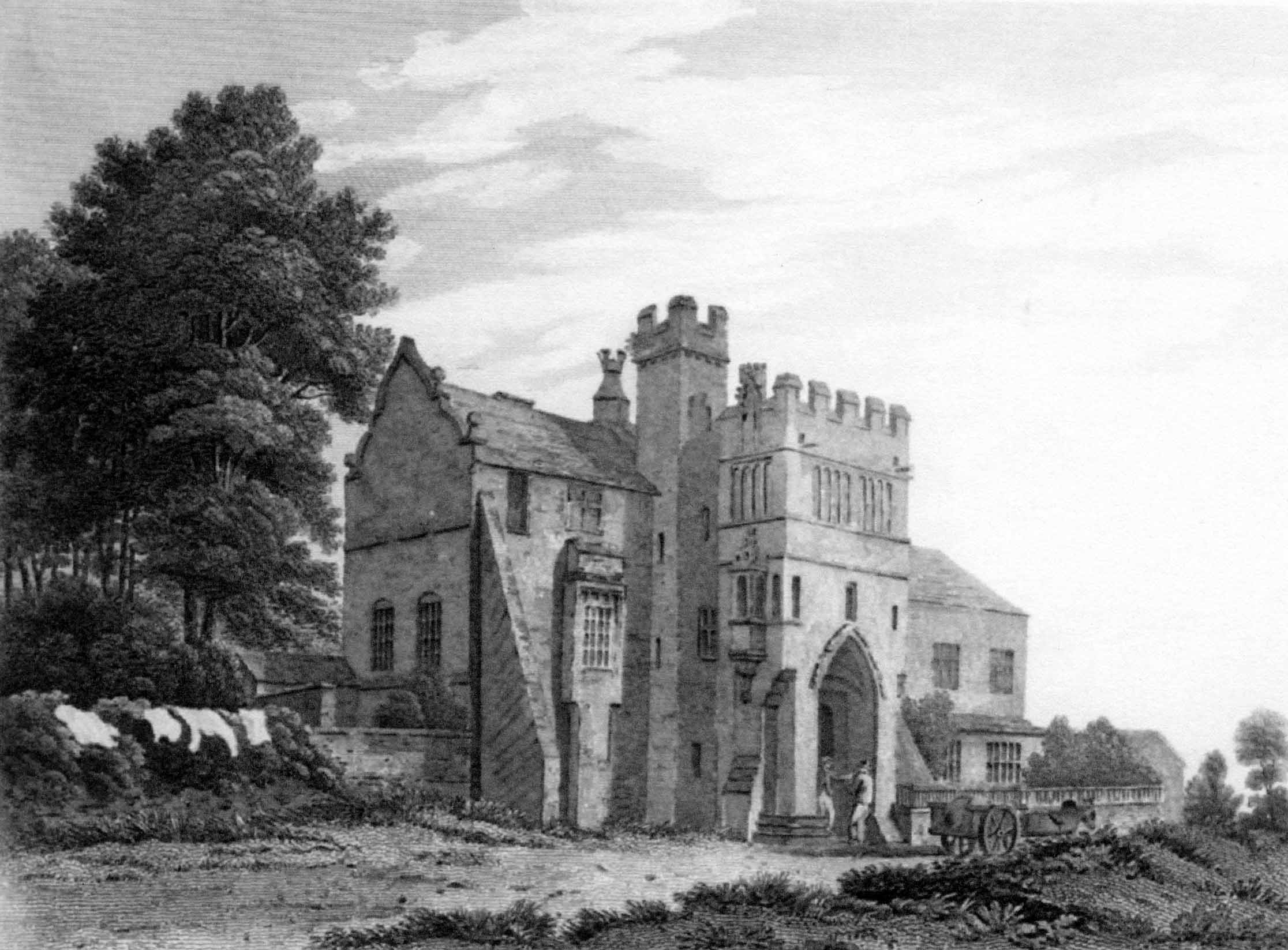
قلعه سایتن (۱۸۱۷ میلادی)
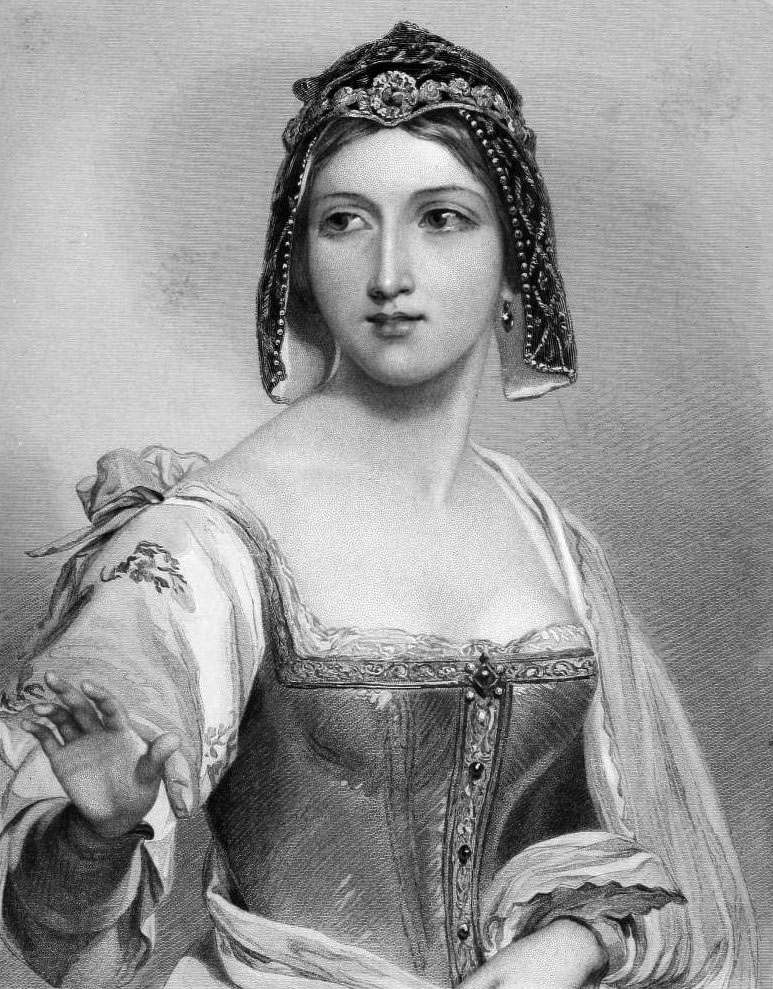
شخصیت سیلویا از دو نجیب‌زاده ورونایی
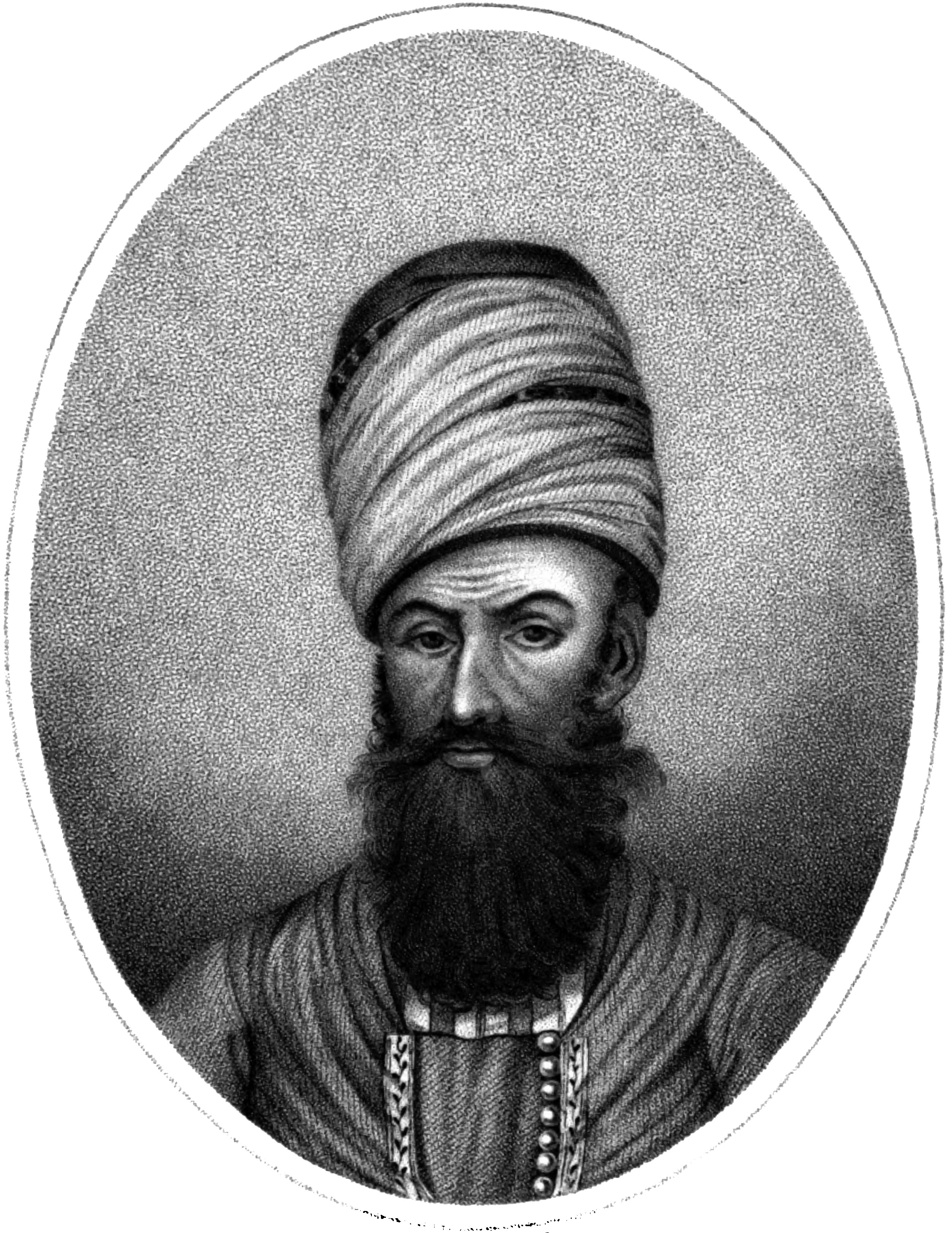
کریم خان زند (۱۸۱۵ میلادی)
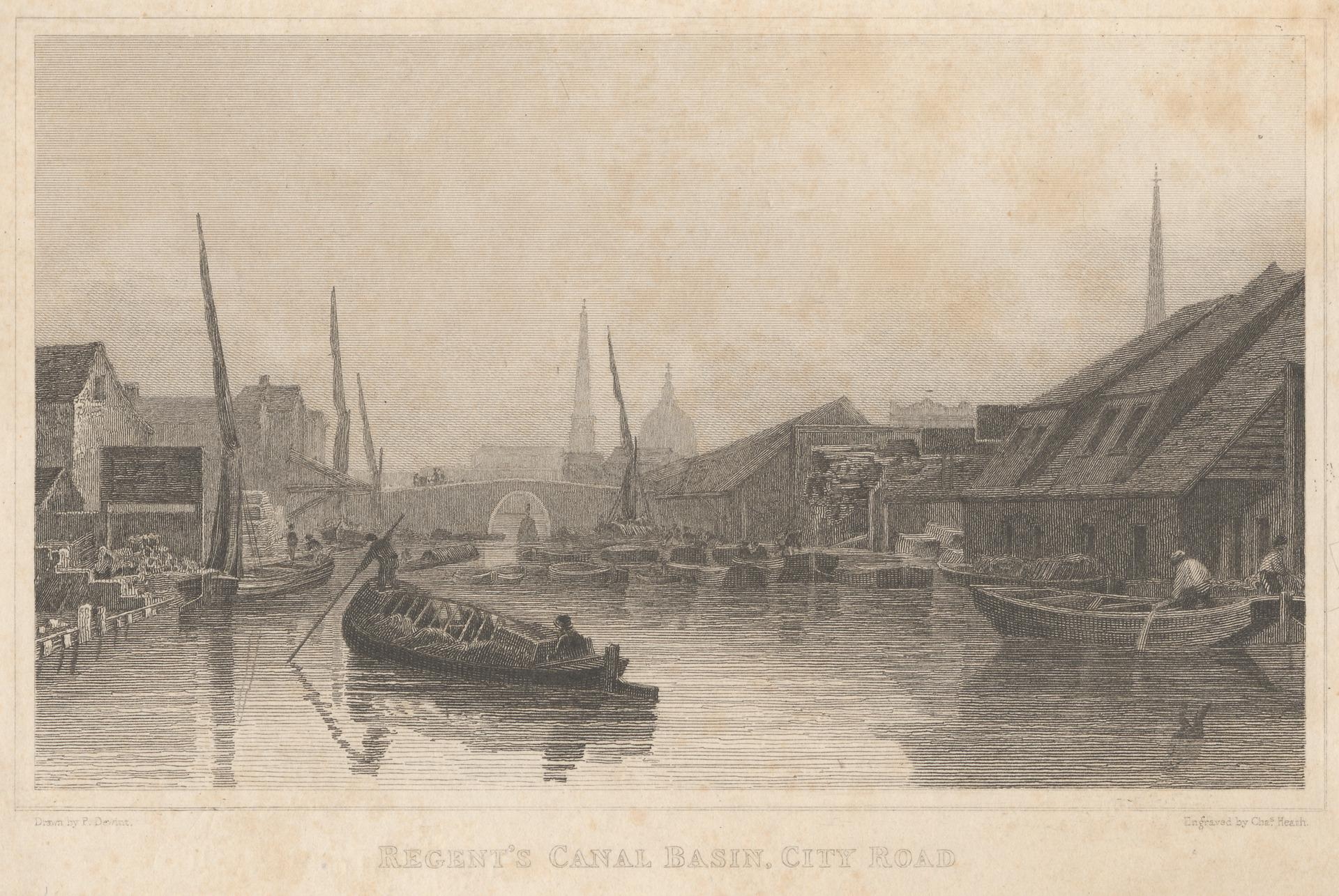
کانال ریجنت